# Неудержимый Жёлтый Йети
Неудержимый Жёлтый Йети — финский мультсериал, сделанный Gigglebug Entertainment и Zodiak Kids & Family совместно с The Walt Disney Company EMEA. Мультсериал начали показывать на Disney Channel France 14 мая 2022 года, а также на Yle Areena с 1 июля 2022 по 6 января 2023. В России мультсериал показывали на "Канале Disney" с 7 ноября по 8 декабря 2022. Из-за того, что его показывали крайне мало, успели показать только 18 серий. 
После того, как телеканал закрылся была большая вероятность, что русский дубляж этого шоу мог быть утерян из-за того, что его никто не записывал, однако кто-то записал все серии и выложил их на своей странице ВКонтакте.  Актёрский состав и студия дубляжа неизвестны, зато известны названия всех 18 серий на русском.